# Turbobier
I Turbobier sono un gruppo musicale punk rock austriaco. Il concept e cantautore è il cantante e chitarrista Marco Pogo.

## Storia
La band ha pubblicato il suo primo video musicale, I hobn an Koda, nel gennaio 2014. Dopo la pubblicazione di diversi videoclip su YouTube, i Turbobier hanno tenuto i primi concerti in Austria nei mesi successivi. Nel luglio 2014, la canzone Arbeitslos durch den Tag, una parodia del successo di Helene Fischer Atemlos durch die Nacht, è diventata rapidamente un successo su YouTube e ha presto totalizzato oltre un milione di visualizzazioni. Ciò ha attirato l'interesse dei media austriaci (ZDF, Bild-Zeitung, Süddeutsche Zeitung, Kurier, ORF e ATV). Sono seguite tre copertine sul Wiener Bezirkszeitung. Nell'aprile 2015, la canzone Arbeitslos durch den Tag è stata rilasciata in tutti i paesi di lingua tedesca dopo l'approvazione di Kristina Bach, l'autrice della canzone originale. La stessa canzone è stata inclusa anche nell'album di debutto Irokesentango, pubblicato dalla Warner Music Central Europe nel giugno 2015, la cui copertina mostra un fotomontaggio del sindaco di Vienna Michael Häupl con una cresta alla moicana mohawk e il gesto del dito medio, che ha provocato critiche da parte della SPÖ. La band ha avuto importanti apparizioni in concerti di Wacken Open Air, Nova Rock, Summer Breeze, Frequency Festival, Open Flair e Scene Openair, tra gli altri.

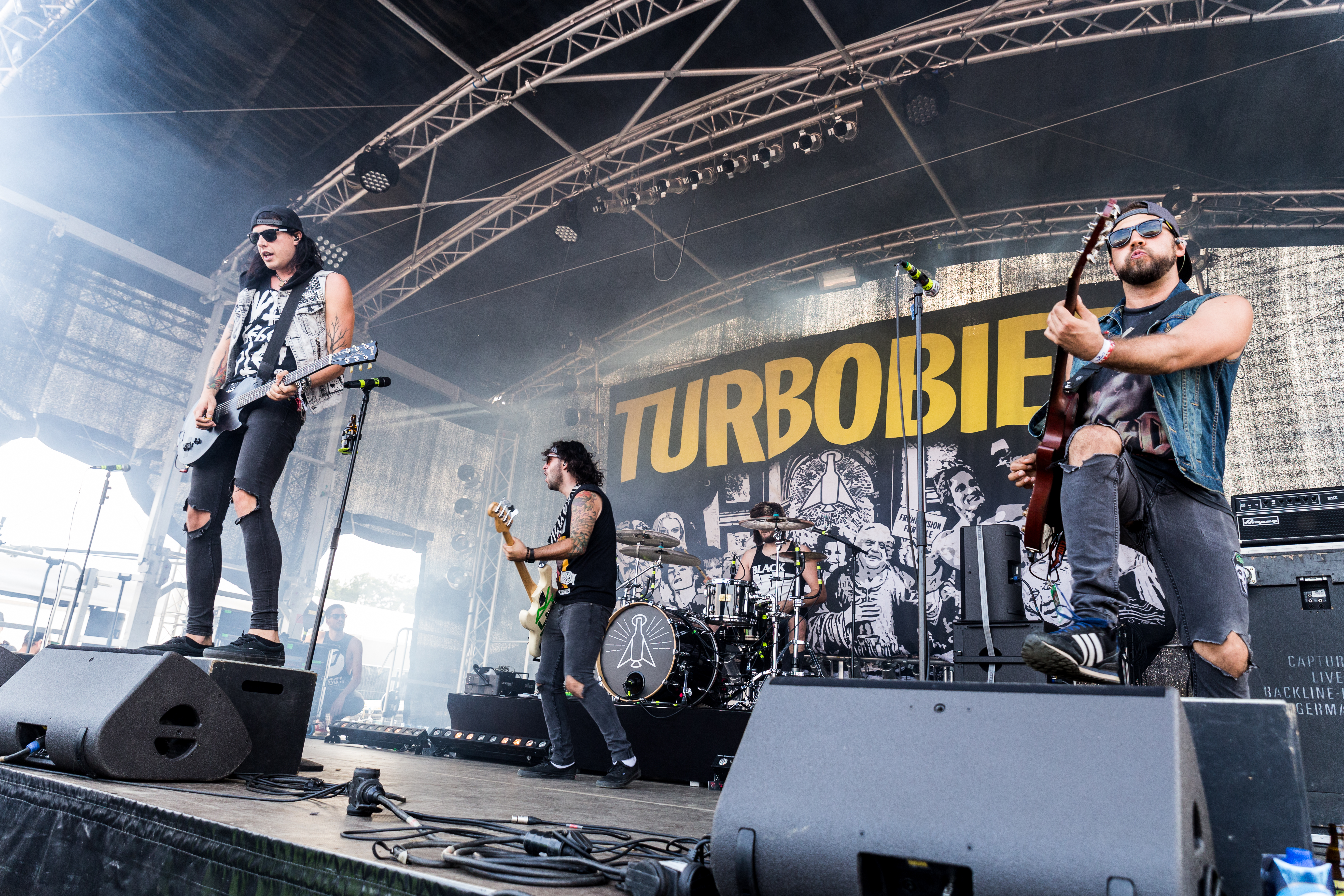
Turbobier al Summer Breeze 2017

I Turbobier sono stati premiati all'Amadeus Austrian Music Award 2016 nella categoria Hard & Heavy e nel 2018 la band è stata nuovamente nominata in questa categoria. Agli Amadeus Awards 2022, la band ha vinto di nuovo nella categoria Hard & Heavy e i Turbobier sono stati nominati per il Concerto dell'anno.
Il 27 gennaio 2017 è stato pubblicato il secondo album Das Neue Festament, dall'etichetta Pogo's Empireappena fondata dal cantante Marco Pogo, che è entrata subito al primo posto delle classifiche degli album austriaci.  Pogo's Empire ha iniziato a vendere la propria birra col marchio TurboBier nelle catene di supermercati Spar in Austria dal luglio 2017.
Nel settembre 2018, i Turbobier sono stati in tournée in Giappone per la prima volta per 13 concerti, seguito da un tour in Cina nel novembre 2018.
L'8 marzo 2019 è uscito il terzo album in studio King of Simmering. Nadine Schmidt della webzine BurnYourEars ha descritto l'album come "un disco per socializzare con brave persone, estremamente stimolante e sempre sofisticato".

## Progetti collaterali
Nel 2016 è stato lanciato sul mercato il loro gioco da tavolo Repair Seidl, in cui i giocatori viaggiano attraverso i distretti di Vienna, acquistando proprietà immobiliari e spillando rubinetti di birra. Il gioco è attualmente esaurito e non è più disponibile.
Nel 2017 Marco Pogo ha fondato la Comunità confessionale birristica (Bieristische Glaubensgemeinschaft), formulando i propri dieci comandamenti.
Alcuni dei membri della band erano attivi anche nella band The Gogets.
In un cenno al nome della band, Marco Pogo ha lanciato la propria birra chiamata TurboBier, disponibile sia in bottiglia che in lattina. È distribuito, tra le altre cose, tramite il sito web della band e la catena di supermercati Spar in Austria.

### Partito della Birra Austriaco

Il logo del Partito della Birra

Nel 2014 Marco Pogo ha fondato il  Partito della Birra Austriaco (Bierpartei Österreich), registrato poi nell'albo dei partiti austriaci. Il partito si è candidato per la prima volta alle elezioni parlamentari in Austria del 2019, ottenendo poco meno di 5.000 voti (0,10%) senza eleggere alcun parlamentare.  Nel 2020, il partito ha partecipato alle elezioni statali e comunali di Vienna, ottenendo 13.095 voti (1,80%); pur non riuscendo ad entrare né nel parlamento statale né nel consiglio comunale, è riuscito ad eleggere 11 rappresentanti nei distretti di Vienna. I temi centrali del partito sono la disoccupazione, il consumo di birra e l'abolizione dei radler.

## Discografia
Album
- 2015: Irokesentango (CD/LP)
- 2017: Das Neue Festament (CD/LP)
- 2019: King of Simmering (CD/LP)
- 2021: Live in Wien

Singoli ed EP
- 2015: Fuaßboiplotz
- 2015: Arbeitslos durch den Tag
- 2016: Drangla Hits 77 (mixtape gratuito)
- 2018: Keikan ni zokkon (versione giapponese)
- 2019: Heute fahr ma Polizei (feat. Paul Pizzera)
- 2019: Beisl-Session I (EP)

Video musicali
- 2014: I hob an Koda
- 2014: Fuaßboiplotz
- 2014: Floschnpfand
- 2014: Guad drauf (parodia di Adriano Celentano)
- 2014: Notstandshüfe
- 2014: Die Bierpartei
- 2014: Sperrstund
- 2015: Hånd in Hånd
- 2015: Arbeitslos (parodia di Helene Fischer )
- 2015: Songcontest Turbomedley (parodia di Udo Jürgens)
- 2015: Blaue Kappe Grüne Kappe
- 2015: I hoss olle Leit
- 2015: Strada del Bowle (parodia di Rainhard-Fendrich)
- 2016: Pech
- 2016: Gwinnt oder valiert
- 2016: Das Dranglalied (parodia di Donikkl)
- 2016: Sauf i aus (parodia di Taylor Swift)
- 2016: Seas (parodia di Adele)
- 2016: Eier (parodia di Rage-Against-the-Machine)
- 2016: Verliebt in einen Kiwara
- 2017: A Mensch is a Mensch
- 2017: Insel muss Insel bleiben (feat. Christopher Seiler)
- 2017: Mit mir furt (parodia di Mr. Big)
- 2017: Der Albtraum jeder Schwiegermutter
- 2017: Punkfahrrad
- 2018: An erster Stelle
- 2018: Feuerwehrfestl
- 2018: Die heilige Bierbel
- 2018: Heiße Nächte in Palermo (parodia EAV)
- 2019: Heute fahr ma Polizei (feat. Paul Pizzera)
- 2019: VHS
- 2019: King of Simmering
- 2019: Zgroße Schuach
- 2019: Mord im Affekt
- 2019: Das Schlimmste... (cover di Die-Kassierer)
- 2019: Simmeringer Hüsnjäger – Verliebt in einen Kiwara
- 2020: Simmeringer Hüsnjäger - Mitzi
- 2020: Im Zweifel

## Premi
Premio Amadeus per la musica austriaca
- 2016: vincitore: Hard & Heavy
- 2018 nominato: Hard & Heavy
- 2020 nominato: Hard & Heavy
- 2022 nominato: concerto dell'anno; vincitore: Hard & Heavy